# 北馬薩皮夸 (紐約州)
北馬薩皮夸（英語：North Massapequa）是位於美國紐約州拿騷縣的普查規定居民點。

## 人口
根據2020年美國人口普查的數據，北馬薩皮夸的面積為7.77平方千米，當中陸地面積為7.75平方千米，而水域面積為0.01平方千米。當地共有人口17829人，而人口密度為每平方千米2,294.59人。